# Anomala ruficapilla
Anomala ruficapilla är en skalbaggsart som beskrevs av Hermann Burmeister 1855. Anomala ruficapilla ingår i släktet Anomala och familjen Rutelidae. Inga underarter finns listade i Catalogue of Life.